# Can Carreres (Bigues)
|  | Per a altres significats, vegeu «Can Carreres (Bigues i Riells)». |

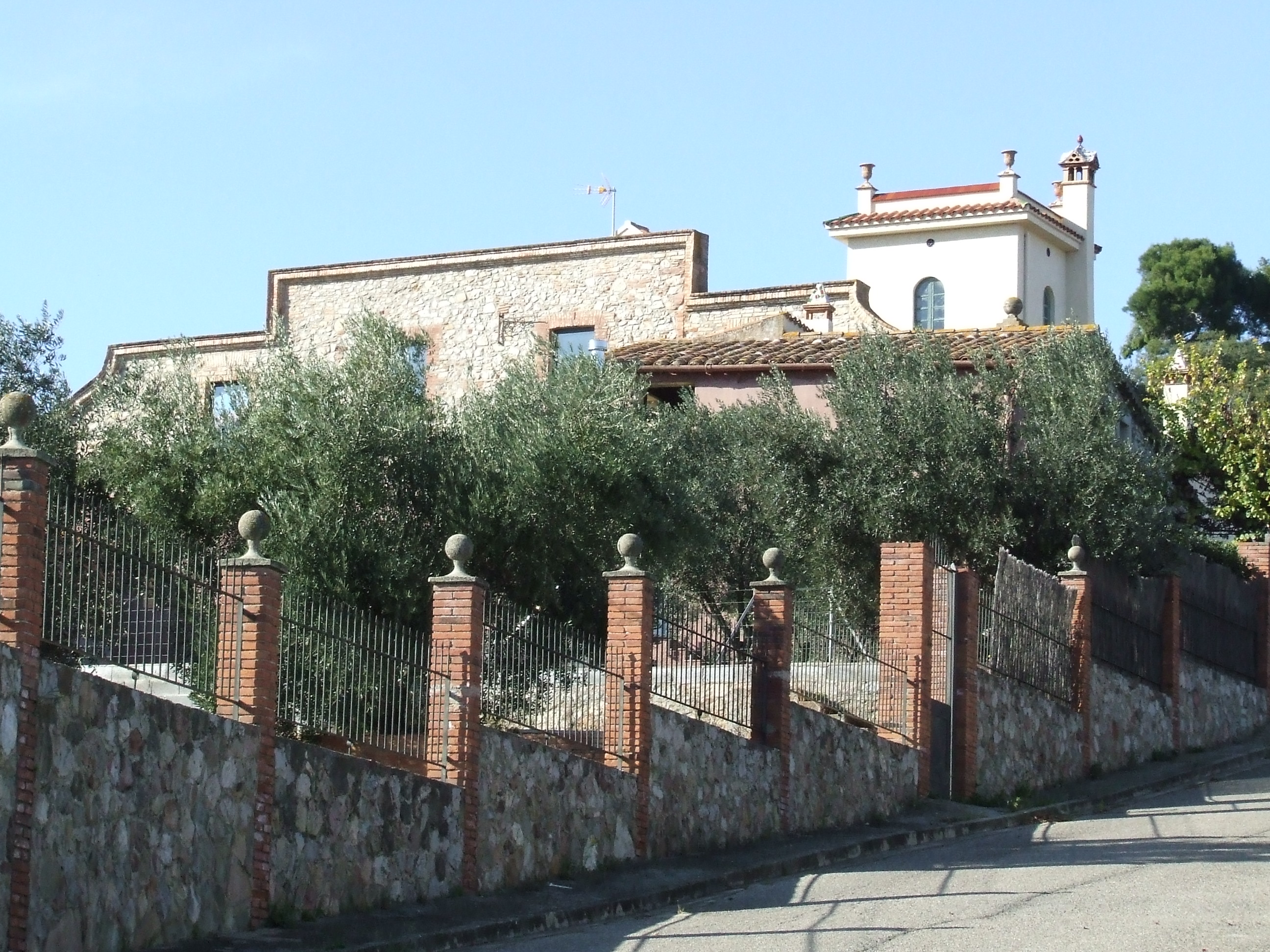
Façana de ponent de la masia

Can Carreres és una de les masies històriques de l'antiga parròquia rural de Sant Mateu de Montbui, agregada ja d'antic al poble de Bigues, en el terme municipal de Bigues i Riells, a la comarca catalana del Vallès Oriental.
És en el sector de ponent del terme, al nord-est del Puig Alt i al sud-oest del Turó de la Calcina, al costat nord de Can Viver i al nord-oest, una mica més lluny, de Can Ribes.
Actualment reconvertida en un selecte centre hoteler, que roman tancat des del 2008, les seves terres van donar pas a la urbanització del seu mateix nom, i a ponent seu hi ha la urbanització de la Pineda.